# Winston Groovy
Winston Tuker mais conhecido pelo seu nome artístico de Winston Groovy    (Kingston, Jamaica 1946) é um cantor de reggae dos anos 70 e 80.
O seu maior sucesso foi o single "Please Don't Make Me Cry", que vendeu perto de 60.000 cópias, esse mesmo single foi adaptado pelo famoso grupo de reggae UB40.